# Служебное жильё
Служебное жильё — под служебным помещением понимается помещения, которые, предназначены для проживания граждан в связи с характером их трудовых отношений с органом государственной власти, органом местного самоуправления, государственным предприятием либо государственным или муниципальным учреждением, в связи с прохождением службы, в связи с назначением на государственную должность, либо в связи с избранием на выборные должности в органы государственной власти или органы местного самоуправления. Согласно ст. 92 Жилищного кодекса РФ служебные жилые помещения относятся к жилым помещениям специализированного жилищного фонда (специализированным жилым помещениям).
Бытует ошибочное мнение, что к служебным помещениям относятся не только служебные квартиры, но и комнаты в общежитиях, а также комнаты, в которых проживают другие наниматели жилья. В данном случае ошибка состоит в том, что ряд организаций неверно исходит из толкования временного характера проживания в служебном жильё и в общежитии. Служебные помещения предназначены для проживания граждан в связи с характером их трудовых отношений с организацией, в период работы в ней (в период прохождения службы). К служебным жилым помещениям относятся только отдельные квартиры. Действительно, комнаты в общежитиях предназначены для временного проживания в период работы, учёбы или службы. Однако работник наделяется служебным жильём в соответствии с характером своих трудовых отношений с организацией, в то время как помещение в общежитии предоставляется во временное пользование и не связано с характером трудовых отношений.

## Кому положено служебное жилье
Список профессий, представители которых по закону имеют право пользования служебными квартирами, выглядит внушительно:
- народные избранники — депутаты любых уровней;
- чиновники;
- военнослужащие;
- сотрудники правоохранительных органов;
- дворники;
- сотрудники аварийно-спасательных служб, например, пожарные;
- лесники, егеря, работники рыболовных хозяйств;
- таможенники, налоговики, судьи;
- учителя и врачи.

## Как можно получить служебное жилье
Специализированные жилые помещения предоставляются на основании решений собственников таких помещений (действующих от их имени уполномоченных органов государственной власти или уполномоченных органов местного самоуправления) или уполномоченных ими лиц по договорам найма специализированных жилых помещений.
Служебные жилые помещения предоставляются по решению администрации предприятия, учреждения, организации, органа управления кооперативной, иной общественной организации, в ведении которых находятся эти помещения. На основании принятого решения местная администрация выдает ордер на служебное жилое помещение установленной формы. С лицом, получившим ордер на служебное жилье, заключается письменный договор найма помещения на все время работы нанимателя, в связи с которой ему предоставлено это помещение.
В договоре найма определяются права и обязанности сторон по пользованию служебным жилым помещением. Члены семьи нанимателя служебного жилья, проживающие совместно с ним, пользуются всеми правами и несут все обязанности, вытекающие из договора найма, наравне с нанимателем. В установленном порядке наниматель вправе вселить в занимаемое им служебное жилое помещение своего супруга, детей, родителей, других родственников, нетрудоспособных иждивенцев и иных лиц, получив на это письменное согласие всех совершеннолетних членов своей семьи. Права нанимателя служебного жилья ограничены законодательством. Так, он не вправе бронировать, сдавать в поднаем, а также обменивать занимаемое служебное жилое помещение.

## Когда выселяют из служебного жилья
Договор на проживание в служебной квартире действует исключительно в течение заключенного «Пользователем» с «Предприятием» трудового договора и подлежит расторжению с выселением «Пользователя» и лиц, совместно проживающих с ним, без предоставления другого жилого помещения в установленном законом порядке:
- в случае прекращения «Пользователем» трудовых отношений с «Предприятием», независимо от причин его прекращения;

- в случаях, если «Пользователь» или члены его семьи систематически осуществляют порчу и разрушение квартиры или делают невозможным для других проживание с ними в одной квартире или в одном доме, помещение используется не по назначению, не вносятся коммунальные и иные платежи в течение 6 месяцев;

Примечание. При прекращении трудовых отношений «Пользователь» совместно со всеми проживающими с ним лицами обязан освободить служебное жилое помещение в месячный срок с момента получения письменного предупреждения «Предприятия»;
- по другим основаниям, установленным действующим законодательством.

## Когда наниматели служебного фонда выселены быть не могут
Есть категории граждан, которые могут быть выселены только в связи с предоставлением им равноценного жилого помещения в черте того же самого населенного пункта. Это лица:
- которые проработали на предприятии более 10 лет;
- инвалиды и участники ВОВ;
- граждане, которые стали инвалидами вследствие заболеваний, полученных из-за участия в боевых действиях;
- военнослужащие и их семьи;
- инвалиды труда;
- семьи умерших сотрудников, которым было предоставлено служебное жилье;
- а также одинокие граждане, имеющие несовершеннолетних детей.

Кроме того, есть ещё несколько условий: данные лица должны быть вселены в служебные помещения или общежития до введения в действие Жилищного кодекса РФ, то есть до 1 марта 2005 года, и стоять на очереди по улучшению жилищных условий, либо не стоять на очереди, но проживать в таких плачевных условиях, которые позволяют встать на очередь в любое время.

## Приватизация служебного жилья
Исходя из положений ст. 4 Закона Российской Федерации «О приватизации жилищного фонда в Российской Федерации» служебные жилые помещения не подлежат приватизации. 
НО!!!
Факт принятия решения о передаче служебных жилых помещений, которые находились в государственной собственности и были закреплены за государственными предприятиями или учреждениями на праве хозяйственного ведения или оперативного управления, в муниципальную собственность предполагает изменение статуса жилого помещения. 
Следовательно, при передаче в муниципальную собственность указанные жилые помещения утрачивают статус служебных и к ним применяется правовой режим, установленный для жилых помещений, предоставленных по договорам социального найма. Поэтому граждане, которые занимают указанные жилые помещения, вправе приобрести их в собственность, руководствуясь положениями ст. 2 Закона Российской Федерации «О приватизации жилищного фонда в Российской Федерации». 
Таким образом, служебные жилые помещения, которые находились в государственной собственности и были закреплены за государственными предприятиями или учреждениями на праве хозяйственного ведения или оперативного управления, а впоследствии были переданы в муниципальную собственность, могут быть приобретены гражданами в собственность в порядке приватизации. 
Под приватизацией жилых помещений понимается бесплатная передача в собственность граждан Российской Федерации на добровольной основе занимаемых ими жилых помещений в государственном и муниципальном жилищном фонде. При этом жилое помещение может быть оформлено как в общую совместную собственность, в общую долевую собственность, либо в собственность одного из совместно проживающих.
Процесс приватизации жилого помещения начинается со сбора необходимых документов. Если жилое помещение находится в служебном пользовании одним из главных документов является разрешение собственника служебного жилого фонда. К нему прилагаются следующие документы:
- Оригинал ордера или оригинал выписки из решения с договором социального найма.
- Выписка из домовых книг со всех адресов Вашего проживания, начиная с 01.07.1991 г., на всех зарегистрированных местах жительства.
- Кадастровый паспорт и экспликация.
- Копии и оригиналы паспортов всех зарегистрированных на данной жилой площади всех членов семьи.
- Справка о замене паспортов(если паспорт был выдан после 01.07.1991 г.)
- Нотариальная доверенность на сотрудника службы одного окна.
- Заявление и личное присутствие всех зарегистрированных членов семьи.
- Квитанция об оплате госпошлины (500 руб.)

Далее сформированный пакет документов необходимо подать на государственную регистрацию. Жители Москвы могут обратиться в Управление Департамента жилищной политики и жилищного фонда Российской Федерации, где чаще всего и располагаются приемные по приватизации.
Окончательным результатом будет получение свидетельства на собственность. Государственная регистрация длится от 1 до 2 месяцев.